# Ташантинка
Ташантинка — пересыхающая река в России, протекает в Республике Алтай. Устье реки находится в 264 км по левому берегу реки Юстыт, в нижнем течении река имеет пересыхающую речную дельту. Длина реки — 35 км. На реке расположено село Ташанта.
Высота устья — 1997 м над уровнем моря.

## Данные водного реестра
По данным государственного водного реестра России относится к Верхнеобскому бассейновому округу, водохозяйственный участок реки — Катунь, речной подбассейн реки — Бия и Катунь. Речной бассейн реки — (Верхняя) Обь до впадения Иртыша.